# المزيونة (الرقة)
المزيونة قرية سورية تتبع ناحية الجرنية في منطقة الثورة في محافظة الرقة. بلغ عدد سكانها 525 نسمة في عام 2004 حسب إحصاء المكتب المركزي للإحصاء.